# High Shincliffe
High Shincliffe är en by i kommunen Durham i grevskapet Durham i England. Byn är belägen 3 km från Durham. Orten har 1 057 invånare (2018).